# Future Palace
Future Palace — німецький рок-гурт у жанрі постгардкор/альтернативний рок із Берліна. До складу гурту входять вокалістка Марія Лессінг, гітарист Мануель Колерт і барабанщик Йоганнес Френцель. З 2020 року гурт підписав контракт з німецьким музичним лейблом Arising Empire і наразі випустив два студійних альбоми: Escape (2020) і Run (2022).

## Історія

### Початок кар'єри
Гурт Future Palace був заснований наприкінці 2018 року співачкою Марією Лессінг, гітаристом Мануелем Колертом і барабанщиком Йоханнесом Френцелем. Останні двоє раніше грали разом у кількох гуртах і познайомилися з Марією Лессінг, коли вона співала в їхньому гурті. З ідеєю заснувати новий гурт вони створили групу у WhatsApp під назвою «Future Palace». Зрештою ця назва була прийнята як назва гурту. 26 березня 2019 року гурт випустив перший сингл «Maybe». Супровідне музичне відео вийшло 11 квітня 2019 року на YouTube-каналі Future Palace. 31 травня 2019 року гурт випустив другий сингл «Anomaly». Перші концерти гурт відіграв 29 та 30 серпня 2019 року в Берліні та Гамбурзі.

### Escapeта Arising Empire
6 березня 2020 року лейбл Arising Empire оголосив про підписання контракту з Future Palace. Того ж дня вийшов сингл «Illusionist» за участю Тобіаса Ріше з Alazka разом із музичним кліпом. Оголосивши про вихід синглу «Ghost Capter» 17 липня 2020 року, гурт випустив дебютний альбом Escape 18 вересня 2020 року. Крім того, на початок 2021 року було анонсовано загальнонімецький тур хедлайнерів, який пізніше довелося скасувати через пандемію COVID-19.

### Run
5 листопада 2021 року гурт випустив сингл «Paradise» із музичним відео. З релізом синглу «Heads Up» 16 грудня 2021 року також було анонсовано другий альбом Run, який вийшов 10 червня 2022 року. Альбом посів 82 позицію в офіційному німецькому чарті альбомів. У квітні 2022 року гурт відіграв свій перший хедлайнерський тур під назвою «Take Me to Paradise».
20 квітня 2023 року Future Palace випустили сингл «Malphas». 5 квітня 2024 року гурт випустив сингл «Uncontrolled».

## Стиль і впливи
Музичний стиль гурту часто описують як постгардкор/альтернативний рок із впливом синті-попу та електроніки 80-х. Серед інших, учасники гурту називають Bring Me the Horizon, Pvris, The Midnight та Майка Олдфілда як музичні впливи. Лірика написана вокалісткою Марією Лессінг і стосується особистого досвіду, особливо депресії, внутрішніх конфліктів і токсичних стосунків.

## Дискографія

### Студійні альбоми
| Назва  | Деталі альбому                                                                                     | Пікові позиції у чартах |
| Назва  | Деталі альбому                                                                                     | GER                     |
| ------ | -------------------------------------------------------------------------------------------------- | ----------------------- |
| Escape | - Вийшов: 18 вересня 2020 - Лейбл: Arising Empire - Формат: CD, LP, цифрове завантаження, стримінг | —                       |
| Run    | - Вийшов: 10 червня 2022 - Лейбл: Arising Empire - Формат: CD, LP, цифрове завантаження, стримінг  | 82                      |

### Музичні відео
| Рік  | Назва             | Альбом | Режисер                       |
| ---- | ----------------- | ------ | ----------------------------- |
| 2019 | Maybe             | Escape | Ніко Гіндлер                  |
| 2020 | Illusionist       | Escape | Hello Bipo                    |
| 2020 | Parted Ways       | Escape | Hello Bipo                    |
| 2020 | Ghost Chapter     | Escape | Future Palace/Hello Bipo      |
| 2020 | Maybe — Stripped  | Escape | Hello Bipo                    |
| 2020 | Lately            | Escape | Hello Bipo                    |
| 2021 | Paradise          | Run    | Павло Требухін                |
| 2021 | Heads Up          | Run    | Павло Требухін                |
| 2022 | Flames            | Run    | Павло Требухін                |
| 2022 | Defeating Gravity | Run    | Петер Люкхардт                |
| 2022 | Dead Inside       | Run    | Петер Люкхардт                |
| 2023 | Malphas           | -      | Марія Лессінг, Петер Люкхардт |